# 러브히나
《러브히나》(ラブひな 라부히나[*])는 아카마츠 켄의 만화이다. 애니메이션판은 이야기 전개가 원작과 다른 부분이 있으며, 원작보다 먼저 완결되었다.
TV 시리즈는 총 25화로 제작되었으나, 25화는 원작자의 요청으로 별도의 작품으로 등록되어 있다. 이후 《겨울 스페셜》, 《봄 스페셜》, 《러브히나 어게인》 등이 OVA로 발매되었다. OVA에도 원작자 아카마츠 켄이 참여하였다.

## 제작 및 보급

### 일본
일본의 애니메이션 제작 업체인 XEBEC에서 자국 TV채널인 TV 도쿄용으로 제작하여 방송한 것이 원작이다.

### 대한민국
케이블 TV 채널인 애니원에서 《러브 인 러브》라는 제목으로 방송되었다. 한국어 더빙이 되어 있으며, DVD도 출시되어 있다.

### 미국
2001년까지 TV 채널을 통해 방영되지 않고 있다가, 2002년 2월 19일에 반다이에 의해 DVD와 포스터 보급이 시작되었다. 일본어는 물론 영어 더빙도 되어 있으며, 일본어판 사운드트랙과 영문 자막이 함께 제공된다. 일본어판 원본 내용을 바꾸거나 자르지 않고 그대로 제공한다.

## 작품 내용

### 줄거리
원래 여관이었던 히나타장이 여자 기숙사로 바뀌면서 여학생들이 묵게 되고, 이 사실을 모르던 주인공 우라시마 케이타로가 부재중인 자신의 할머니가 운영하는 히나타장에 머물기 시작하면서 이야기가 시작된다. 재수생인 케이타로가 히나타장의 관리인이 되면서 그곳의 여성 캐릭터들과 좌충우돌하는 코믹한 내용이 주가 된다.

### 등장인물
한국어 더빙판 애니메이션에서는 고유의 이름을 사용하고 있다. (괄호 처리된 이름이 원래 캐릭터 이름)
우라시마 케이타로
나루세가와 나루
오토히메 무츠미
마에하라 시노부
아오야마 모토코
카오라 스우 (カオラ ・スゥ)
성우 - 타카기 레이코 / 정현경
일본에서 유학 중인 외국인 여학생. 어느 나라의 공주이나, 어느 나라인지는 모른다. 천재로서 발명한 기계들이 매우 많다. 그러나 장난치기를 너무 좋아해 잠시도 가만있지를 못한다. 미츠네에게 일본어를 배운 탓에 언제나 관서 사투리를 쓴다.
콘노 미츠네 (紺野 みつね) / 백여우
성우 - 노다 준코 / 이현주
나루의 친구. 별명은 키츠네(きつね,여우). 관서 사투리를 쓴다. 고등학교를 졸업했으나, 직업이 없고 언제나 놀고 있다.
우라시마 하루카 (浦島 はるか) / 루카
성우 - 하야시바라 메구미 / 배정미
우라시마 케이타로의 고모. 히나타장 근처에서 음식점을 하고 있다. 세타를 좋아한다.
세타 노리야스 (瀬田 記康) / 레이
성우 - 마츠모토 야스노리 / 김기철
동경대 강사. 나루가 동경대를 지원하게 된 원인을 제공한 사람이다. 고고학자로 언제나 발굴하러 돌아다닌다. 나루가 좋아했던 탓에 케이타로의 라이벌격으로 등장한다.
사라 맥도걸 (サラ・マクドゥガル, Sarah McDougall)
성우 - 코바야시 유미코 / 최향윤
세타의 딸. 백인이며 성이 다른 것으로 보아 수양딸이지 않을까 짐작된다. 역시 장난치기를 좋아해 가만있지 못하는 성격으로 비슷한 성격의 스우랑 어울려 다닌다.
우라시마 카나코 (浦島 可奈子)
우라시마 케이타로의 배다른 여동생. 원작 만화에서는 후반부, 애니메이션에서는 ova에 등장하는 캐릭터로서 무츠미 이후에 나루의 연적이 된다. 변장술이 뛰어나 다른 사람으로 변신해 접근하는 경우도 있다. 악역적인 면도 없지않아 있지만, 케이타로에겐 여전히 어린 여동생으로 보인다.
타마 (온천 거북이)(温泉 たまご)
무츠미가 케이타로와 나루에게 준 온천 거북이. 히나타장에서 지내게 된다.

## 스탭

### 성우진
| 캐릭터명          | 일본어판 성우     | 한국어판 성우          |
| ----------------- | ----------------- | ---------------------- |
| 나루세가와 나루   | 호리에 유이       | 최덕희(TV판)/이선(OVA) |
| 우라시마 케이타로 | 우에다 유지       | 엄상현                 |
| 오토히메 무츠미   | 유키노 사츠키     | 김희선                 |
| 우라시마 카나코   | 쿠와타니 나츠코   | 김희선                 |
| 아오야마 모토코   | 아사카와 유우     | 윤미나                 |
| 마에하라 시노부   | 쿠라타 마사요     | 김서영                 |
| 콘노 미츠네       | 노다 쥰코         | 이현주                 |
| 카오라 스우       | 타카기 레이코     | 정현경                 |
| 우라시마 하루카   | 하야시바라 메구미 | 배정미                 |
| 나루세가와 메이   | 시라토리 유리     | 배정미                 |

### 주제가
- 오프닝 테마 《벚꽃 피다》　(일본어: サクラサク 사쿠라사쿠[*])
  - 노래 : 하야시바라 메구미, 작사·작곡 : 오카자키 리츠코, 편곡 : 소가와 도모지
  - 한국어판 : 김서영

- 엔딩 테마 《당신만 있으면(너만 있으면)》　(君さえいればク 키미사에 이레바[*])
  - 노래 : 하야시바라 메구미, 작사·작곡 : 오카자키 리츠코, 편곡 : 소가와 도모지
  - 한국어판 : 배정미

## 기타
- 한국에서는 학산문화사에서 러브히나 원작 만화를 《러브 인 러브》로 제목을 변경해서 정발했으나, 이후 애장판은 원제인 《러브히나》로 정발했다.

- 2006년 대한민국 주재 일본대사관 공보문화원에서 주최한 전시회에 일본 문화 알리기의 일원으로 러브히나 애니메이션이 상영된 적이 있다.[5].

## 같이 보기
- 하렘물